# Nelsinho Trad
Nelson Trad Filho OMM (Campo Grande, 5 de setembro de 1961), mais conhecido como Nelsinho Trad, é um médico e político brasileiro, filiado ao Partido Social Democrático (PSD). Foi prefeito de Campo Grande e é, atualmente, senador por Mato Grosso do Sul.

## Biografia
Filho do político Nelson Trad, é formado em Medicina pela Universidade Gama Filho do Rio de Janeiro. Médico com especialização em Cirurgia Geral, Urologia, Medicina do Trabalho e Saúde Pública. Foi casado com Maria Antonieta Amorim, com quem tem dois filhos. Atualmente é casado com Keilla Soares, com quem é pai de uma menina.
Começou sua carreira política como diretor-adjunto do Previsul (Instituto de Previdência do Estado de Mato Grosso do Sul) no governo de Pedro Pedrossian. 
Filiado ao Partido Trabalhista Brasileiro (PTB), foi eleito vereador por Campo Grande em 1992 e reeleito sucessivamente em 1996 e em 2000. No biênio 2001/2002 presidiu a Câmara Municipal. 
Em 2002, elegeu-se deputado estadual mais votado, com 36 283 votos. Em 2003, se transferiu do PTB para o Partido do Movimento Democrático Brasileiro (PMDB), onde se candidatou à prefeito da capital em 2004, vencendo a disputa em primeiro turno com 213 mil votos, que teve como vice-prefeita Marisa Serrano. Como prefeito, foi agraciado em 2006 pelo então vice-presidente José Alencar com a admissão à Ordem do Mérito Militar no grau de Oficial especial.
Em 2008 foi reeleito prefeito com 288 821 votos ou 71,41 por cento dos votos válidos, tendo como vice-prefeito Edil Albuquerque.
Em 2014, disputou a eleição para o governo estadual do Mato Grosso do Sul com apoio do então governador André Puccinelli, posteriormente preso por acusação de desvio de recursos públicos na quinta fase da Operação Papiros de Lama e na Operação Lama Asfáltica da Polícia Federal. A campanha digital de Trad Filho, coordenada pela empresa Medialogue Digital, foi uma das primeiras no Brasil a usar de forma ampla o WhatsApp, ferramenta que posteriormente tornou-se foco de divulgação de informações falsas e disparos em massa em eleições.
Em 2018, de volta ao PTB, foi eleito senador pelo Mato Grosso do Sul com 424 085 votos ou 18,37 por cento dos votos válidos. Em 2019, se transferiu novamente de partido, desta vez para o Democratas (DEM).

## Prefeitura de Campo Grande
Em janeiro de 2021 a Justiça de Mato Grosso do Sul determinou o bloqueio de bens de Nelson Trad Filho no valor de cerca de R$ 655 milhões em razão de investigação referente a suspeita de fraude em licitações da época em que foi prefeito de Campo Grande, entre 2005 e 2012.
O caso remonta a 2015, quando quatro ações de improbidade administrativa foram ajuizadas pelo Ministério Público Federal por supostas fraudes em licitações na prefeitura de Campo Grande nas gestões de Trad Filho e seu sucessor, Alcides Bernal.
Em 2018, outros R$ 16 milhões foram bloqueados pelo Justiça em ação civil envolvendo Trad, Bernal e também Gilmar Olarte, vice-prefeito da gestão Bernal que assumiu a prefeitura de Campo Grande por pouco mais de um ano após a cassação do mandato do prefeito. A ação investiga os ex-prefeitos por suspeita de contratação de funcionários “fantasmas” entre 2012 e 2016.